# HK Ertis Pavlodar
Le HK Ertis Pavlodar (en kazakh ХК Ертіс Павлодар / HK Ertis Pavlodar ; en russe ХК Иртыш Павлодар HK Irtych Pavlodar) est un club de hockey sur glace de Pavlodar au Kazakhstan. Il évolue dans le championnat du Kazakhstan de hockey sur glace.

## Historique
En 2001, le HC Irtych Pavlodar a déclaré forfait après 10 matchs de championnat. En 2003, le club reprend ses activités.

## Palmarès
- Aucun trophée.

## Statistiques
| No | Saison    | PJ | V  | VP | D  | N | DP | BP | BC  | Pts | Classement | Séries éliminatoires        |
| -- | --------- | -- | -- | -- | -- | - | -- | -- | --- | --- | ---------- | --------------------------- |
| 1  | 2004-2005 | 28 | 11 | 0  | 16 | 1 | 0  | 80 | 85  | 32  | 6e/8 place | Pas de séries éliminatoires |
| 2  | 2005-2006 | 20 | 6  | 0  | 12 | 2 | 0  | 71 | 75  | 20  | 5e/6 place | Pas de séries éliminatoires |
| 3  | 2006-2007 | 24 | 3  | 2  | 17 | 0 | 2  | 58 | 113 | 15  | 6e/7 place | Pas de séries éliminatoires |
| 4  | 2007-2008 |    |    |    |    |   |    |    |     |     | ?e/ place  |                             |